# Peak Hill
Peak Hill, ou plus exactement High Peak, est une colline partiellement érodée, qui crée une falaise sur la côte de la Manche, à l'ouest de Sidmouth, dans le Devon, dans le Sud-Ouest de l'Angleterre. Elle culmine à 157 mètres d'altitude.

## Géologie
La falaise de Peak Hill fait partie de la côte jurassique et contient trois strates rocheuses principales.
À la base, la formation du groupe Mercia Mudstone se compose de lits de différents mudstones, siltstones et grès. Celles-ci sont apparues il y a environ 200 millions d'années dans les climats chauds et secs du Trias. Dans les falaises, des fossiles très rares de poissons, de reptiles et d'amphibiens du Trias ont été découverts.
Au-dessus de ces formations triasiques, les dépôts situés au centre de la paroi de la falaise sont des couches d'argile verte supérieure, une formation rocheuse du Crétacé déposée il y a environ 80 millions d'années.
Le sommet de Peak Hill repose sur du gravier de silex qui a probablement été laissé après la dissolution d'une couverture de craie au début du Paléogène, il y a environ 60 à 66 millions d'années.